# Aquitaine
Aquitaine (occitansk: Aquitània; baskisk: Akitania; dansk: Aquitanien) var en administrativ region i Sydvestfrankrig mod Atlanterhavet, Pyrenæerne og Spanien. Den største by i regionen er Bordeaux.
Aquitaine var administrativ region til 1. januar 2016, hvor den blev slået sammen med Limousin og Poitou-Charentes til regionen Nouvelle-Aquitaine. Regionen omfatter omtrent det historiske område Aquitanien, tidligere Guyenne eller Guienny. I middelalderen var Aquitanien et kongerige og hertugdømme med omskiftelige grænser. Indtil 1790 var Aquitanien en fransk provins. 

## Geografi
De vigtigste geografiske seværdigheder er:
- Côte d'Argent, en af Frankrigs mest berømte kyststrækninger.
- Arcachon-bredningen, en stor lagune.
- Garonnes og Dordognes fælles udløb, som sammen skaber det store Girondefloddelta.
- De nordlige forbjerge og skråninger af Pyrenæerne.
- Dune de Pilat ved Arcachon er Europas største klit.

## Historie
Aquitanien lå i den del af det nuværende Frankrig, som følger atlanterhavskysten fra grænsen mod Spanien til Loireflodens venstre bred. Mod øst omfattede landet Loires sydlige afvandingsområde og Garonnes afvandingsområde. 
Under Romerriget bestod provinsen Gallia Aquitania af den del af Gallien, som lå mellem Pyrenæerne og Garonne. Kejser Augustus forøgede det med området mellem Garonne og Loire. På samme tid strakte provinsen sig ind i landet helt til Cevennerne og dækkede dermed ca. en tredjedel af det nuværende Frankrig. Aquitanien blev gennemgribende påvirket af romersk kultur modsat det nordlige Gallien.

### Senantikken
I det 4. århundrede blev den romerske provins delt i tre:
- 1. Aquitania prima, den nordøstlige del med områder, der nu hedder Berry, Bourbonnais, Auvergne, Velay, Gévaudan, Rouergue, Albigeois, Quercy og Marche
- 2. Aquitania secunda, den nordvestlige del med hovedstaden Burdigala (Bordeaux) med det nuværende Bordelais, Poitou, Saintonge, Angoumois og det vestlige Guyenne
- 3. Aquitania tertia eller Aquitania Novempopulana (med "de ni folkeslag"), den sydligste og mest baskiske del, som grænsede op til Pyrenæerne og dækkede nutidens Bigorre, Comminges, Armagnac, Béarn og Gascogne

### Tidlig middelalder (507-1137)
Da det Vestromerske rige faldt sammen i det 5. århundrede, udfyldte Visigoterne magttomrummet, til de selv blev fordrevet i 507 af frankernes hær bestående af lejesoldater og allierede, deriblandt også burgunderne. Da Clothar 2. døde i 629, delte hans arvinger Frankerriget og hans søn, Charibert 2., fik Aquitanien og oprettede hovedstad i Toulouse. Han styrkede yderligere sin tilknytning til landet ved at gifte sig med Gisela, der var arving til Aquitania Novempopulana. Frankernes kontrol med Aquitanien blev dog ikke helt sikret, for de lokale var dårligt uddannede og havde kun flygtig forståelse for byliv og politik. Da maurerne erobrede landet i det 8. århundrede, gjorde indbyggerne kun svag modstand, men styrker under hertug Odo og den frankiske major domus, Karl Martell, fordrev maurerne, og efter et kort mellemspil, hvor de aquitanske hertuger søgte selvstændighed, indgik landet i det karolingiske rige.
Karl den Stores arvinger delte, samlede og gendelte riget, og Aquitanien kom fri af Neustriens lensoverhøjhed. På den måde lykkedes det i løbet af det 9. århundrede for de lokale grever at gøre sig fri af al kongelig kontrol. Bernard Plantevelue (868-86) og hans søn, Wilhelm 1. (886-918), havde deres magtbase i Auvergne og kaldte sig en overgang hertug af Aquitanien. Wilhelm 5. (995-1030) genopbyggede et nyt hertugdømme Aquitanien med centrum i Poitou, og dette magtcentrum overlevede. Aquitanien dækkede Auvergne og områderne omkring hovedbyerne Poitiers og Toulouse. I 1052 blev hertugdømmet Gascogne en del af Aquitanien gennem en personalunion under hertug Wilhelm 8. (1058-86). Aquitanien fik høj, litterær status gennem hofkulturen, som blomstrede under Wilhelm 8. Wilhelm 9. med tilnavnet "troubadouren" var selv digter og Poitiers blev et centrum for trobadourernes digtning og musik.

### Højmiddelalder (1137-1453)
Da Wilhelm 10. døde i 1137, var hans datter, Eleanor af Aquitanien, den rigeste arving i Frankrig. Hun giftede sig med sin feudalherre, Ludvig 7. af Frankrig og fulgte ham på korstog. Hun holdt et elegant, ridderligt hof i Poitiers. I 1152 fik hun ægteskabet annulleret med henvisning til for nært slægtskab og giftede sig derefter med hans største rival, Henrik 2. af England. Derved blev hendes sønner, Richard 1. og Johan, hertuger af Aquitanien (senere Guienne). Denne titel gik i arv til de følgende konger af England, som altså havde Aquitanien som hertugeligt len under den franske krone.

### Aquitanien efter 1453
Kampene i hundredeårskrigen gav Edward 3. af England mulighed for at skabe fyrstendømmet Aquitanien i 1361 og holde det frit af enhver afhængighed af den franske krone. Da Frankrig generobrede det i 1453, blev det inddraget under kronen og forblev siden en del af Frankrig.